# Dariwka (obwód wołyński)
Dariwka (ukr. Дарівка; hist. Bożydarówka) – wieś na Ukrainie w rejonie kowelskim obwodu wołyńskiego. W 2001 roku liczyła 412 mieszkańców.